# Артистичний Вістник

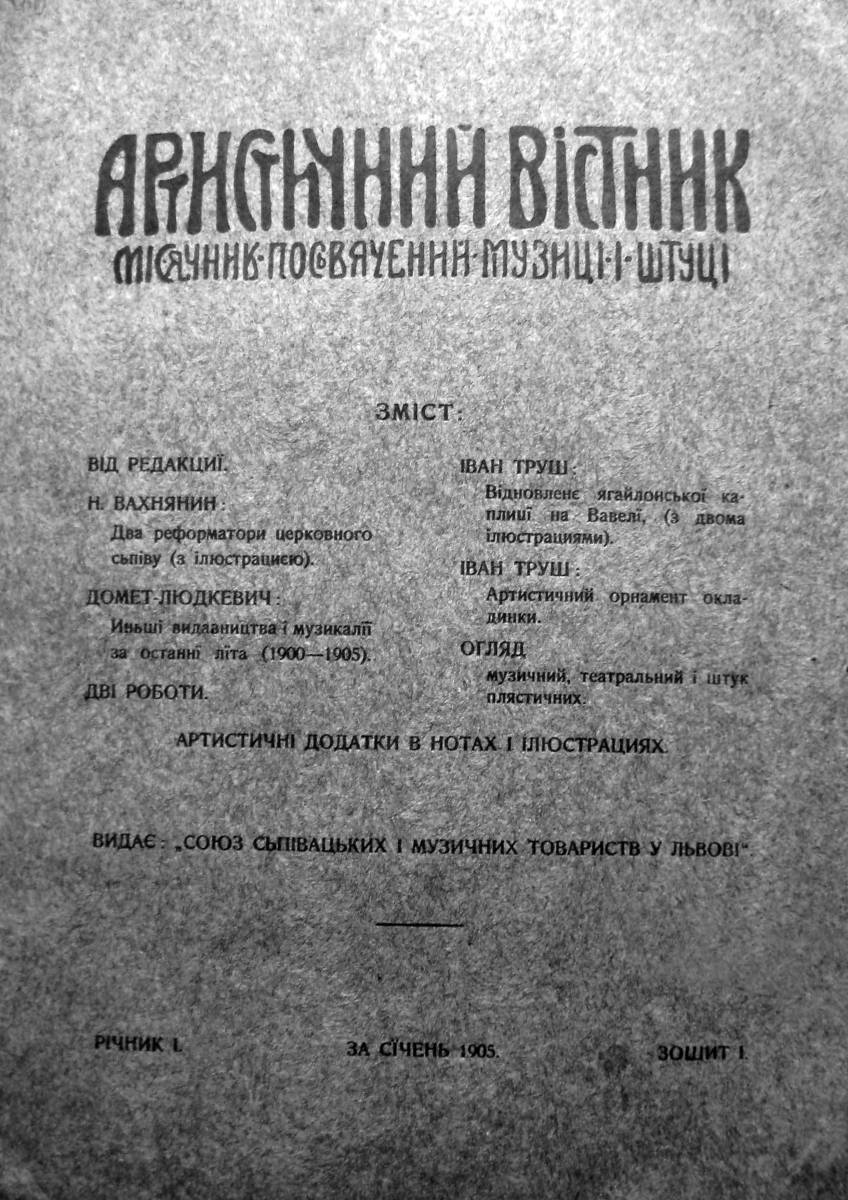
Журнал «Артистичний вісник» за январь 1905 г.

«Артистичний вістник» (с укр. — «Артистический вестник») — первый украинский журнал художественного направления не только на территории Галичины, но и всей Украины.
Был посвящён освещению вопросов изобразительного искусства, музыки и театра .
Создан художником И. Трушем (ответственный редактор) и композитором С. Людкевичем. Издавался во Львове (тогда Австро-Венгрия) с января 1905 года в течение 1905—1907 г. «Союзом певческих и музыкальных обществ во Львове» (Союз співацьких і музичних товариств).
На страницах журнала публиковались научные, искусствоведческие и критические статьи И. Труша, С. Людкевича, Ф. Колесса, И. Хоткевич, В. Садовский, А. Вахнянин и другие.
Художественное оформление осуществлял Ю. Панкевич. На отдельных вкладках помещались репродукции произведений И. Труша, Ф. Красицкого, М. Сосенко и др.
С «Артистичним вістником» сотрудничал Иван Франко («Думки профана на музикальні теми», «Наша театральна мізерія»).